# 海老根靖典
海老根 靖典（えびね やすのり、1955年（昭和30年）8月17日 - ）は、日本の政治家。元神奈川県藤沢市長（1期）、元藤沢市議会議員（4期）。

## 来歴
北海道生まれ。検察官である父親の転勤に伴い、各地を転居していたが、最終的に湘南、藤沢を気に入り定住することになった。
東京都立小山台高等学校を経て、横浜国立大学経営学部を卒業後、松下政経塾（第2期生）に入塾。
山本捷雄が市議から転じて市長選に出馬する際に「自分は市長に挑戦するから君も市議会議員に挑戦しないか」と誘われ、1991年に初当選（なお、山本は1992年の市長選では当時現職だった葉山峻に敗北。山本の市長就任は葉山の国会転出後の1996年である）。市議時代は自民党に所属した（選挙では非公認）。
藤沢市議会議員を4期16年務めた後、山本の4選不出馬表明を受けて後継候補として、2008年の市長選に立候補し、対立候補だった前神奈川県議会の星野剛士らを僅差で破り初当選。
2012年2月、再選を目指して市長選に立候補したものの、県議を辞職して立候補した鈴木恒夫に敗れ落選した。

## 政策

### 市議会副議長
当選2回目で副議長となった。藤沢市では歴代最年少での就任。これは人事調整が不調であったためである。
副議長にも専用の自動車と運転手が用意されるが自宅が役所から歩いても5分とかからなかったうえ、公約として行政改革を謳っていたため議長と議会事務局との打ち合わせのときは出迎えを断った。
ところが同僚議員から猛反対を受ける結果となってしまった。理由は一旦、予算を削減すると復活できないというのと近隣自治体も副議長車があるので藤沢市だけ無いというのは体面上困るという理由だった。
また、運転手自身からも「2年前に昇格して副議長車の担当になりました。予算がカットされれば、私は地位を失いかねません。家のローンも支払っていかねばなりません。夕方5時以降も公務的な会合には出来るだけ副議長車を使っていただけないでしょうか。今までの副議長は5時以降も出来るだけ利用していただいておりました」と懇願された。
副議長車を廃止するには時間がかかるとわかり早急な廃止を諦めることとなったが、年末年始の多忙なスケジュールを体験した海老根は結果的に「専用車が無ければ（公務を）こなせなかった」と振り返っている。
海老根が副議長に就任するまでは議長・副議長共に1年任期とする慣例だったが、上記のような経験から「1年では何も改革できない」と悟り、それをもとに同僚議員に相談し議長、副議長とも任期を2年に改正した。

### 市長時代
行政改革
2008年の市長選で行政改革を一番の公約に掲げた。支援者から「行政を批判すると選挙に不利」と注意されるが、当時、野党であった海老根は「行政の無駄こそ省いていくべき」と行政改革特別委員会の設置を提案した。これを機に議論が本格化し委員会設置後、藤沢市は5年間で100人100億円の削減を達成した。
尚、行政改革に対して海老根を触発したのは藤沢市内の慶應義塾大学の学園祭での先進事例や参考になる学説の披露などのシンポジウム（慶應大学の学生サークル「地方政府研究会（LAF）」の主催による「行革スター☆誕生」）である。このシンポには、海老根に市議選への出馬を勧めた、当時の藤沢市長の山本捷雄がパネリストのひとりとして参加していた。
育鵬社の教科書を採用
2009年3月18日、海老根は、任期満了に伴い退任する2名の教育委員会委員について、佐々木柿己と藤崎育子を任命する議案を市議会に提出。同年4月1日、佐々木は教育長に就任。その後、海老根は小澤一成と赤見恵司を任命した。
2011年7月28日、市教育委員会は、翌年春から市内のすべての市立中学校で4年間使う歴史と公民の教科に「新しい歴史教科書をつくる会」系の育鵬社版を採択した。同社版は県内初。採択は佐々木教育長を含む5委員で審議され、海老根が任命した4人中、3人が育鵬社版を推し、佐々木は棄権した。異を唱えたのは山本捷雄市長時代に選ばれた渋谷晴子だけだった。翌29日、海老根は「決定を尊重する」と述べた。

## 人物
- 自らサッカーチーム「エビマーレ」を結成、キャプテンとして活動した。
- 2007年3月に行われた第1回湘南国際マラソンでは当時の神奈川県知事の松沢成文と参加し、完走している。この時のことを松沢は「僕のほうが若いのに（海老根に）負けた」と語っている。ほかにも水泳を趣味としている。

## 主な松下政経塾の同期生
- 山田宏（前東京都杉並区長）
- 河内山哲朗（前山口県柳井市長）
- 神藏孝之（イマジニア株式会社代表取締役社長）
- 松原仁（民主党衆議院議員）
- 長浜博行（民主党参議院議員、前衆議院議員）
- 近藤康夫（山口県下松市議会議員）